# Dudgeonea malagassa
Dudgeonea malagassa is een vlinder uit de familie van de Dudgeoneidae. De wetenschappelijke naam van de soort is voor het eerst geldig gepubliceerd in 1958 door Viette.